# Пінське Богоявленське братство
Пінське Богоявленське братство — національно-релігійна громадська організація православних білоруських та українських шляхтичів та міщан Пінська у XVII столітті.

## Історія

### Заснування
Найімовірніше, що православне братство з'явилося в Мінську наприкінці XVI сторіччя. Воно утворилося навколо церкви Св. Феодора Тирона. Керувалася воно загальними зборами, який обирав 12 старших братів і священиків. Братчики брали зобов'язання зберігати свої справи в таємниці. До складу братства входили представники міського самоврядування, значна частина пінських купців і багатих ремісників. Пожертвування від міщан і шляхти у вигляді земельних наділів, будинків, грошових сум, підтримка з боку міського самоврядування — все це додало йому значну суспільну вагу.
У 1614 році міщани й шляхти при підтримці роду Христофа і Раїси Гарабурд звели Богоявленську церкву неподалік від Богоявленського монастиря. Втім того ж року розпочався конфлікт з Паїсієм Сихівським, який тривав до 1618 року. Остаточне королівське рішення було оголошено на сеймі 6 березня 1618 року справу було вирішено не на користь Раїси Гарабурди: єпископу Пінському і Туровському Паїсію передавалася побудована Гарабурдами православна церква; йому ж підпорядковувалася все православне духовенство Пінської єпархії, Гарабурда повинна була виплатити 40 тисяч польських злотих і 3000 литовських грошей. Таким чином, Богоявленський монастир припинив своє існування.
21 серпня 1631 році за наказом пінського греко-католицького єпископа Григорія і Пінського капітула, була відібрано возним у православних церкву св. Феодора разом зі школою, при якій вона діяла. У момент відібрання в ній перебували кілька десятків «хлопят» і бакалавр Афанасій Стрілецький.

### Відновлення
Втім братство продовжувало існувати. У 1633 році братство перебралося до Богоявленської церкви. З цього часу стало називатися Пінським Богоявленським братством. Водночас братчики домоглися королівського розпорядження щодо повернення церкви Св. Феодора. Подібні грамоти братство отримало в 1669, 1676 та в 1744 роках.
Бачачи безрезультатність діяльності комісара, православні силою зайняли призначену їм церкву. 1634 року почалося зведення Богоявленського монастиря. Його ігумени опікувалися Пінською єпархією.
У 1640 році княгиня Раїна Соломирецька, яка була також спадкоємицею всіх багатств магнатського роду Гойських, подарувала Пінському братству значні земельні угіддя. Також надавала значні кошти на братську церкву. Турботами братства Богоявленський монастир був відбудовано.
Значний удар майновому стану завдало повстання на чолі із Богданом Хмельницьким — 9 листопада 1648 року Пінськ втратив 14 тис. жителів, 5 тис. будинків було повністю зруйновано.
У 1656 році за заповітом Софії Володкович церкви Богоявлення і братству відходили: двір Саленіковський, город, півлани землі, що розташовувалися в Пінську. Завдяки пожертвам, обитель поступова стає власником певного майна. У 1766 року вона володіла 17 десятинами землі, 13 будинками в Пінську і 740 злотими прибутку на рік.
Внаслідок дій єзуїтів до 1680-х років братство майже припинило своє існування. Відновлення позицій відбувається за часи короля Августа II. Протягом 1750-60-х років відбувається тривала боротися проти утисків уніатів. З включенням білоруських земель до складу Російської імперії Богоявленські монастир і церков потрапляють під керівництво Священного Синоду, братство припиняє своє існування.

### Школа
Православні міщани і шляхта домоглися у короля Владислава IV дозволу на заснування при Богоявленській школі монастиря, школи, семінарії та лікарні. Константинопольський патріарх Кирило I Лукаріс надав благословення на це. В училищі викладалися старобілоруська (давньоукраїнська), польська, латинська та грецька мови, а також сім так званих вільних мистецтв. Вона постраждала під час подій 1648 року.
Втім 1649 або 1650 року вдалося відновити школу, де викладалися 7 вільних наук: граматика, риторика, діалектика, арифметика, геометрія, астрономія і музика. Крім того, вивчалися давньоукраїнська (давньобілоруська), церковнослов'янська, польська, грецька і латинська мови. Рівень викладання був досить високим. Курс діалектики будувався на творах Платона, Арістотеля, Цицерона, Сенеки і Епікура. Курс астрономії ґрунтувався на вже застарілій Птолемеївській геоцентричній системі побудови світу. Заняття з музики зводилися до церковних піснеспівів.
Школа витримувала конкуренцію з місцевим єзуїтським колегіумом. 21 вересня 1665 року школу було закрито, а її багату бібліотеку спалено. Викладачі були вигнані з міста, більше 300 учнів залишили Пінськ, а кращих взяли до єзуїтського колегіуму. Це завдало значного удару Пінському братству.